# 国鉄ホキ800形貨車
国鉄ホキ800形貨車（こくてつホキ800がたかしゃ）は、日本国有鉄道（国鉄）が1958年（昭和33年）から製作した 30 t 積の貨車（ホッパ車）である。
ホキ800形は国鉄が1957年（昭和32年）から製作したホキ700形の改良型で、本稿ではそのホキ700形、および新幹線向けに国鉄が製作した931形または936形についても併せて記述する。

## 概要
砕石（バラスト）散布用のホッパ車である。営業用貨車の形式を称するが、実態は事業用（軌道保守用）車両である。

## 形式別詳説

### ホキ700形

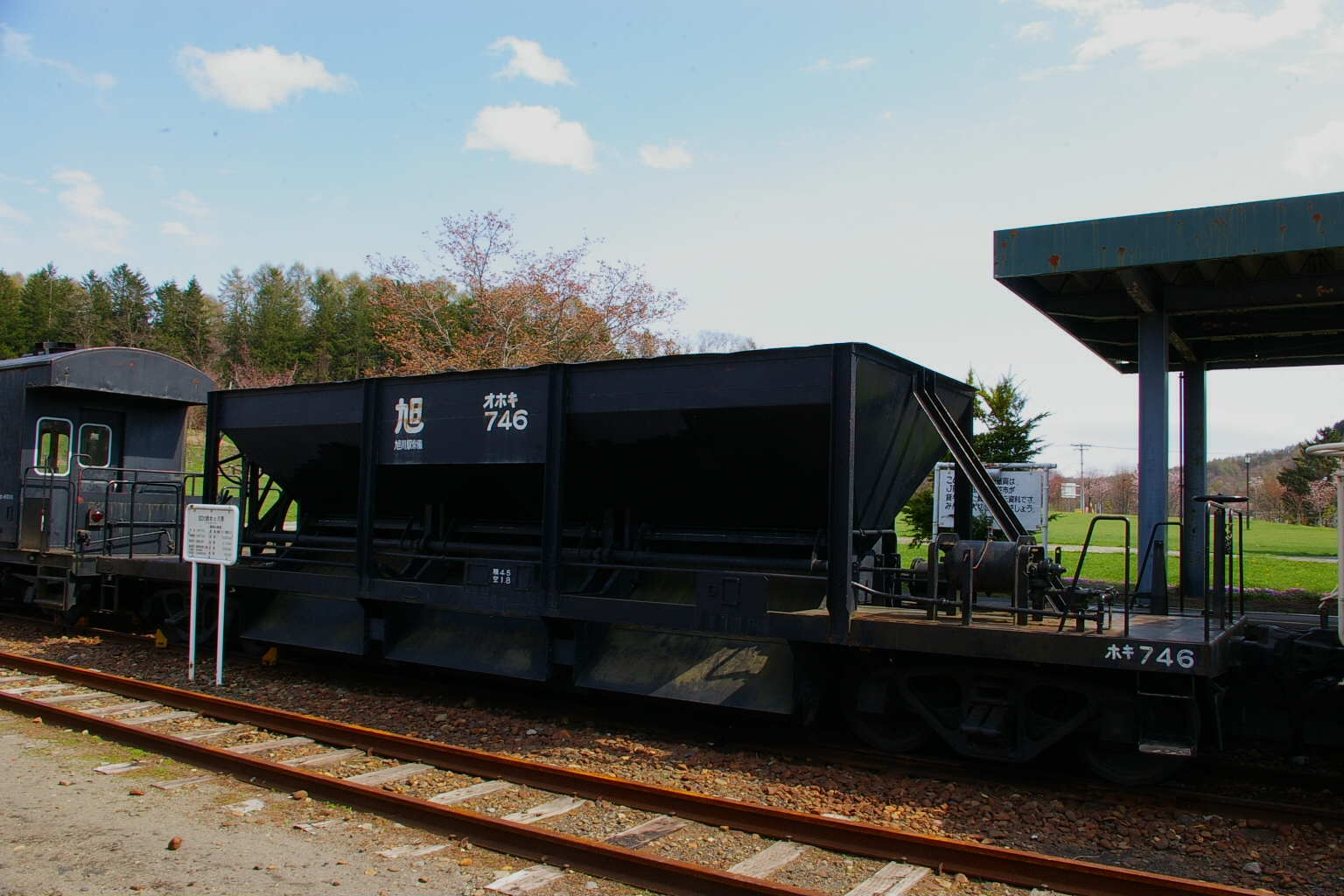
ホキ700形^{オ}ホキ746

1957年（昭和32年）から1959年（昭和34年）にかけて、国鉄長野工場にて55両（オホキ700 - オホキ754）が製作された。
記号番号は、特殊標記符号「オ」（全長が12m をこえるホッパ車）を前置し、「オホキ」と標記する。
軌道の外側に砕石を散布可能な構造として開発された。
前期形（オホキ700 - オホキ734）と、後期形（オホキ735 - オホキ754）の2種類に大別できる。試作的要素の強い前期形は、全車昭和34年度貨車整備工事改造（1959年〈昭和34年〉8月8日通達）により、上部扉開閉軸および軸受けを改造し､上部扉口に砂利案内を新設する工事を受けた。
塗色は黒、寸法関係は全長は12,800 mm、全幅は2,742 mm、全高は2,900 mm、台車中心間距離は9,200 mm、実容積は18.0 m3、自重は17.0 t、換算両数は積車4.5、空車1.8、台車は、ベッテンドルフ式のTR41Cであった。
1986年度に形式消滅となった。

### ホキ800形

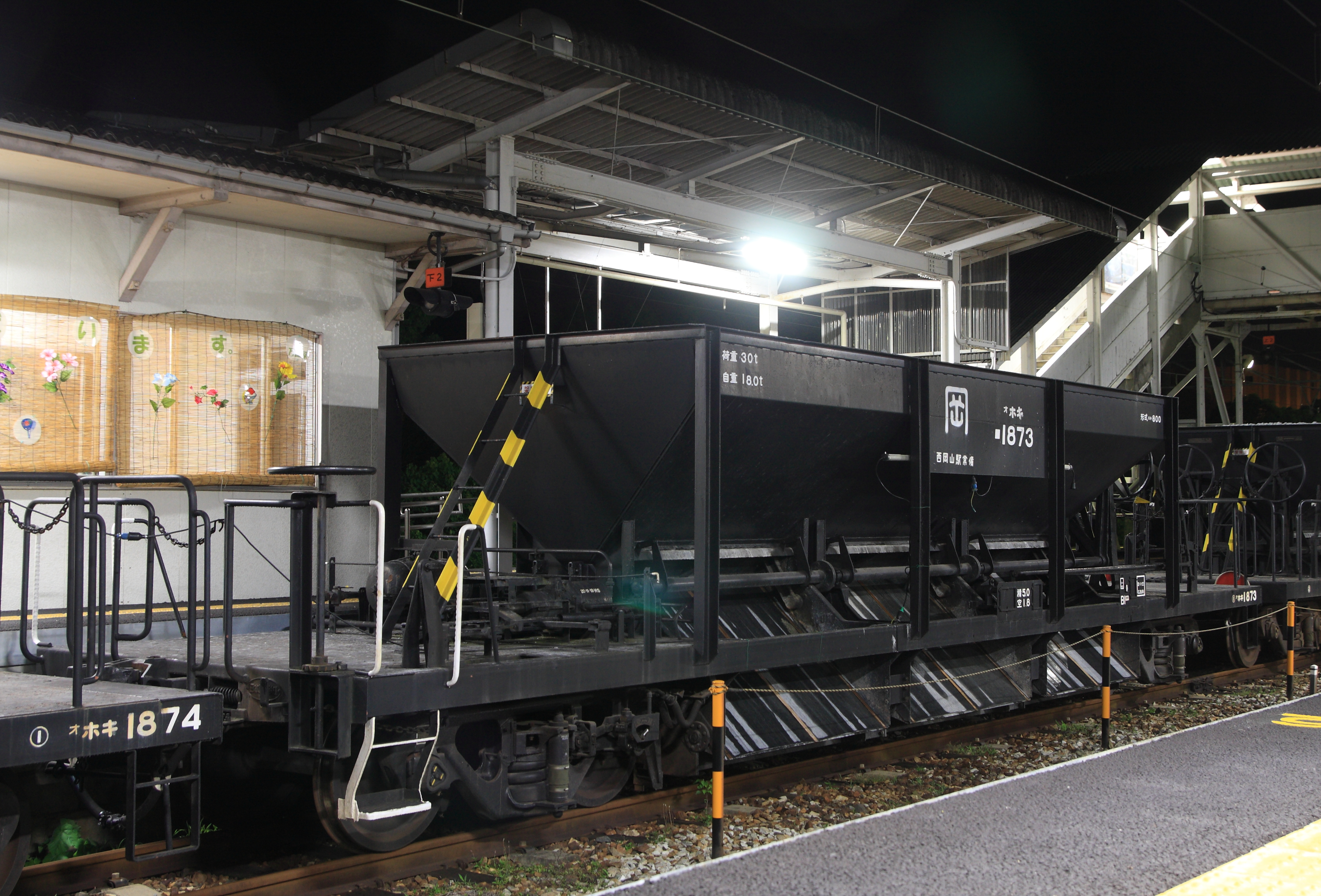
ホキ800形^{オ}ホキ1873

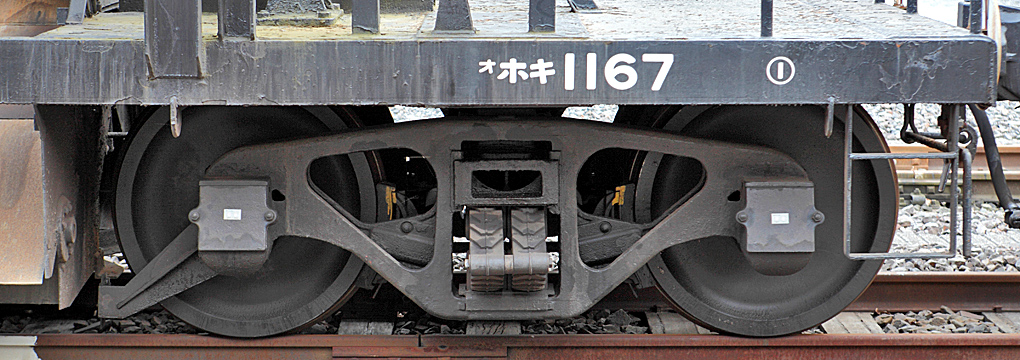
ホキ800形^{オ}ホキ1167のTR41C台車

1958年（昭和33年）から1974年（昭和49年）にかけて国鉄長野・浜松・郡山の各工場と東急車輛製造、三菱重工業、日立製作所、汽車製造、日本車輌製造、川崎重工業で1,066両（オホキ800 - オホキ1760、オホキ1773 - オホキ1877）が製作された。
新製車の製造年度ごとの詳細は次のとおりである。
- 1958年度（2両） : オホキ800, オホキ801（国鉄長野工場）
- 1959年度（25両） : オホキ802 - オホキ826（国鉄長野工場）
- 1960年度（60両） : オホキ827 - オホキ886（国鉄長野工場、浜松工場）
- 1961年度（90両） : オホキ887 - オホキ977（国鉄浜松工場）
- 1962年度（210両） : オホキ978 - オホキ1186（国鉄郡山工場、長野工場）
- 1963年度（220両） : オホキ1187 - オホキ1406（不明）
- 1964年度（214両） : オホキ1407 - オホキ1620（国鉄郡山工場、浜松工場）
- 1965年度（40両） : オホキ1621 - オホキ1660（国鉄郡山工場）
- 1966年度（70両） : オホキ1661 - オホキ1730（東急車輛製造、三菱重工業、日立製作所、汽車製造）
- 1967年度（30両） : オホキ1731 - オホキ1760（東急車輛製造）
- 1974年度（105両） : オホキ1773 - オホキ1817（日本車輌製造）・オホキ1818 - オホキ1877（川崎重工業）

また、1967年度に新幹線用の931形12両が浜松工場でホキ300形と台車の交換を行い、当形式に編入された。番号の新旧対照は次のとおりである。
931-7・18 - 22・29・32 - 34・54 → オホキ1761 - オホキ1772
記号番号表記は特殊標記符号「オ」（全長が12 mを超えるホッパ車）を前置し「オホキ」と標記する。
ホキ700形は軌道の外側1方向のみバラスト撒布が可能な構造であったが、保線効率向上の見地からホキ800形ではこれを改良し、軌道の内側・外側・遠近の3方向にバラストを撒布可能な構造としている。この他の寸法関係はホキ700形と同一であり台車はTR41Cである。オホキ1773以降はデッキが広くなり、全長が500 mm延長され、台車もTR225に変更された。
1987年（昭和62年）の国鉄分割民営化に際しては、北海道旅客鉄道（JR北海道）に105両、東日本旅客鉄道（JR東日本）に407両、東海旅客鉄道（JR東海）に62両、西日本旅客鉄道（JR西日本）に164両・四国旅客鉄道（JR四国）に10両・九州旅客鉄道（JR九州）に67両の計815両の車籍が承継され、引き続き保線・工事用途に使用されている。
2021年（令和3年）4月1日現在ではJR東日本100両・JR西日本45両の合計145両が在籍する。JR北海道・JR東海・JR四国・JR九州が保有していた車両はすべて除籍された。

## 派生形式

### 新幹線931形貨車

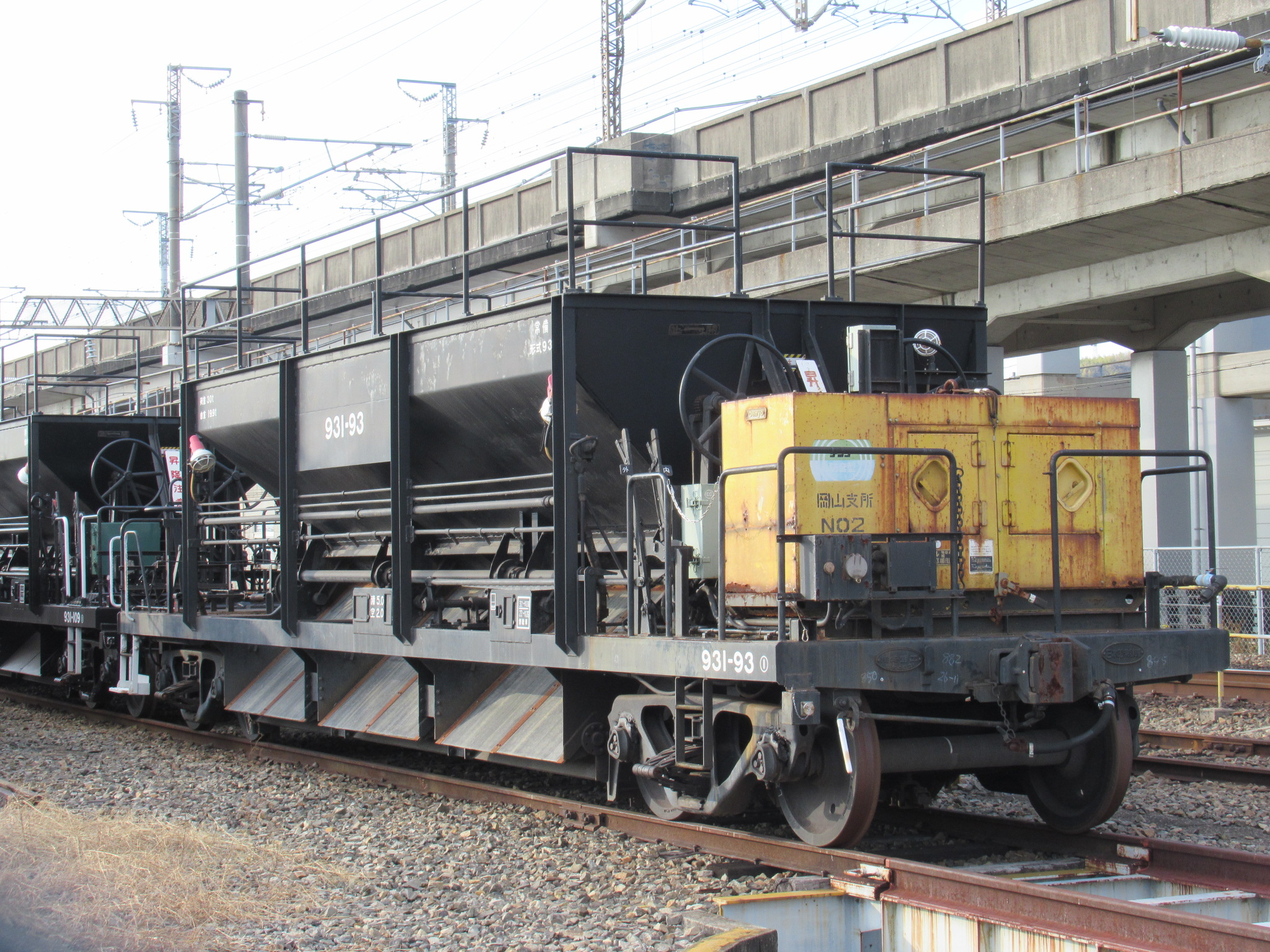
931-93

931形は、新幹線の軌道敷内にバラストを散布するための車両で、1962年（昭和37年）から1977年（昭和52年）にかけて 126両 (1 - 126) が製作された。開業前の付番規則では3000形だった。車体の仕様はホキ800形と同一で、台車のみ標準軌間用の専用品を装備する。
台車は製作年次による仕様の変更があり、1964年（昭和39年）までに製作された車両 (1 - 63) は枕バネに重ね板バネを用いたTR8000を、1970年（昭和45年）以降に製作された車両 (64 - 126) は軸受を密封形コロ軸受に変更したTR8006・TR8006Bを装備する。各台車の仕様は軌間の相違を除き、在来線用のTR41（前期車）およびTR209（後期車）に相当する。
当初、東海道新幹線開業に伴い1964年（昭和39年）までに国鉄浜松工場で63両 (1 - 63) を製作した。初期の60両 (1 - 60) は開業前の車両称号規程により3000形 (3001 - 3060) として完成し、1964年度に931形 (1 - 60) に改称している。
以降も新幹線の延伸とともに追加製作され、新大阪以西の山陽新幹線延伸工事に伴い、岡山延伸用として1970年（昭和45年）に15両 (64 - 78)、博多延伸用として1973年（昭和48年）に38両 (79 - 116) が製作された。1973年（昭和48年）製の一部（12両）は後年、東北新幹線工事用として転用され、1977年（昭和52年）には東海道新幹線区間用の増備車として10両 (117 - 126) が製作された。これらは川崎重工業の製作である。
1967年（昭和42年）には3両が936形（軌道敷内散水用タンク車）に改造され、12両が在来線用貨車ホキ300形と台車を交換してホキ800形に編入改造されている。
1987年（昭和62年）の国鉄分割民営化に際しては、東海道新幹線用としてJR東海に60両が、山陽新幹線用としてJR西日本に35両が承継された。それぞれ自社管理の新幹線区間において、引き続き軌道保守用として使用された。JR東海の所有車は1996年度に車籍を抹消（除籍）され、以降は無車籍の機械扱いとして夜間の作業に使用されている。JR西日本の所有車は2002年（平成14年）に除籍されたが、残存している。

### 新幹線936形貨車
936形は、1967年（昭和42年）に931形から3両が改造された、雪害対策軌道敷内散水用タンク車である。1966年（昭和41年）に実施された雪害対策試験では、931形5両が用いられたが、そのうち3両の台枠および台車を流用して本格的な散水車としたのが本形式である。936-1 + 936-100 + 936-101の3両で固定編成を組み、100と101が容量31 m3、1が容量20 m3の水タンクを装備した。1については、散水試験時に設置された操作室、ポンプ、ノズル、発電機などをそのまま流用し、台枠も魚腹型に強化された。沿線のスプリンクラー設置区間の拡大により、1979年（昭和54年）に全車廃車された。
番号の新旧対照は、次のとおりである。
931-8, 931-9, 931-11 → 936-1, 936-100, 936-101

### JR東日本GV-E196形貨車

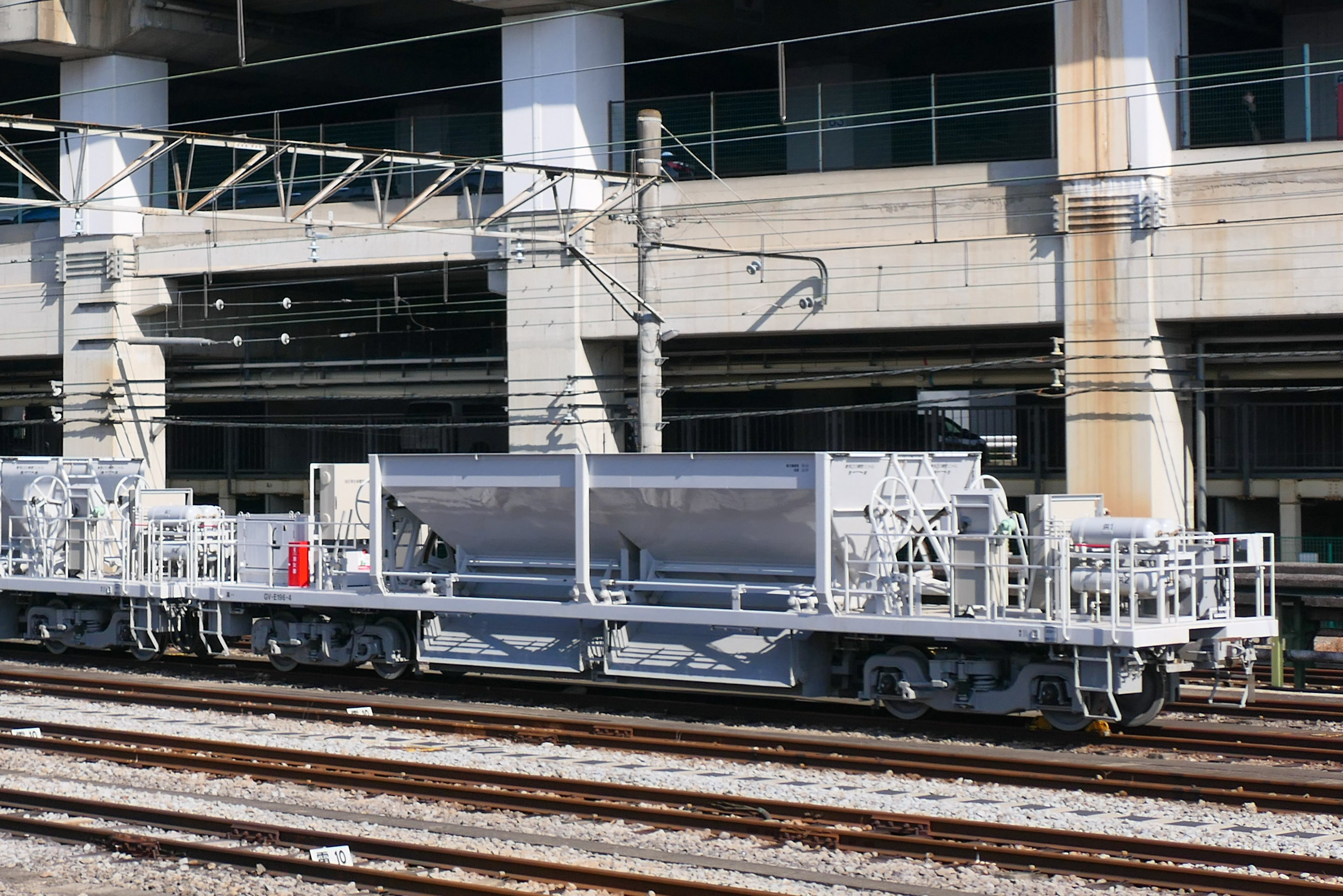
E196-4

JR東日本のGV-E197系事業用気動車に連結される砕石輸送用ホッパ車。動力は持たない。

## 譲渡車
本形式は、JR各社のみならず、各地の私鉄に譲渡された車両が存在する。

### 弘南鉄道ホキ800形
弘南鉄道のホキ800形は、2両（オホキ1245, 1246）が在籍する。1988年（昭和63年）2月に国鉄清算事業団から譲り受けたもので、ホキ1245が弘南線、ホキ1246が大鰐線に配置されている。

### 八戸臨海鉄道ホキ800形
八戸臨海鉄道のホキ800形は、4両（オホキ1734, 1738, 1758, 1759）が在籍する。2002年（平成14年）の東北新幹線の八戸延伸開業の際、JR東日本から経営分離された青い森鉄道線の線路保守を第二種鉄道事業者である青森県から受託した際に譲り受けたものである。

### 小坂精錬小坂鉄道ホキ800形
小坂精錬小坂鉄道のホキ800形は、1両（オホキ909）が在籍した。1987年（昭和62年）に国鉄清算事業団から譲り受けたものである。

### 上信電鉄ホキ800形
上信電鉄のホキ800形は、1両（オホキ801）が在籍する。1988年（昭和63年）にJR東日本からホキ1783を譲り受けたものである。

### 小湊鐵道ホキ800形
小湊鐵道のホキ800形は、2024年(令和6年）1月にJR東日本幕張車両センター所属車両で廃車となったうちの2両オホキ1634とオホキ1636を譲り受けたものである。JR在籍時代の名残で「越中島貨物駅常備」と書かれているのが特徴。

### 伊豆箱根鉄道ホキ800形
伊豆箱根鉄道のホキ800形は、4両（オホキ801 - 804）が在籍する。1988年（昭和63年）3月に国鉄清算事業団からホキ1775 - 1778を譲り受けたものである。駿豆線の所属。

### 大井川鉄道ホキ800形
大井川鐵道（譲受時は大井川鉄道）のホキ800形は、2両（オホキ986, 989）が在籍する。1998年（平成10年）にJR東海から譲り受けたものである。

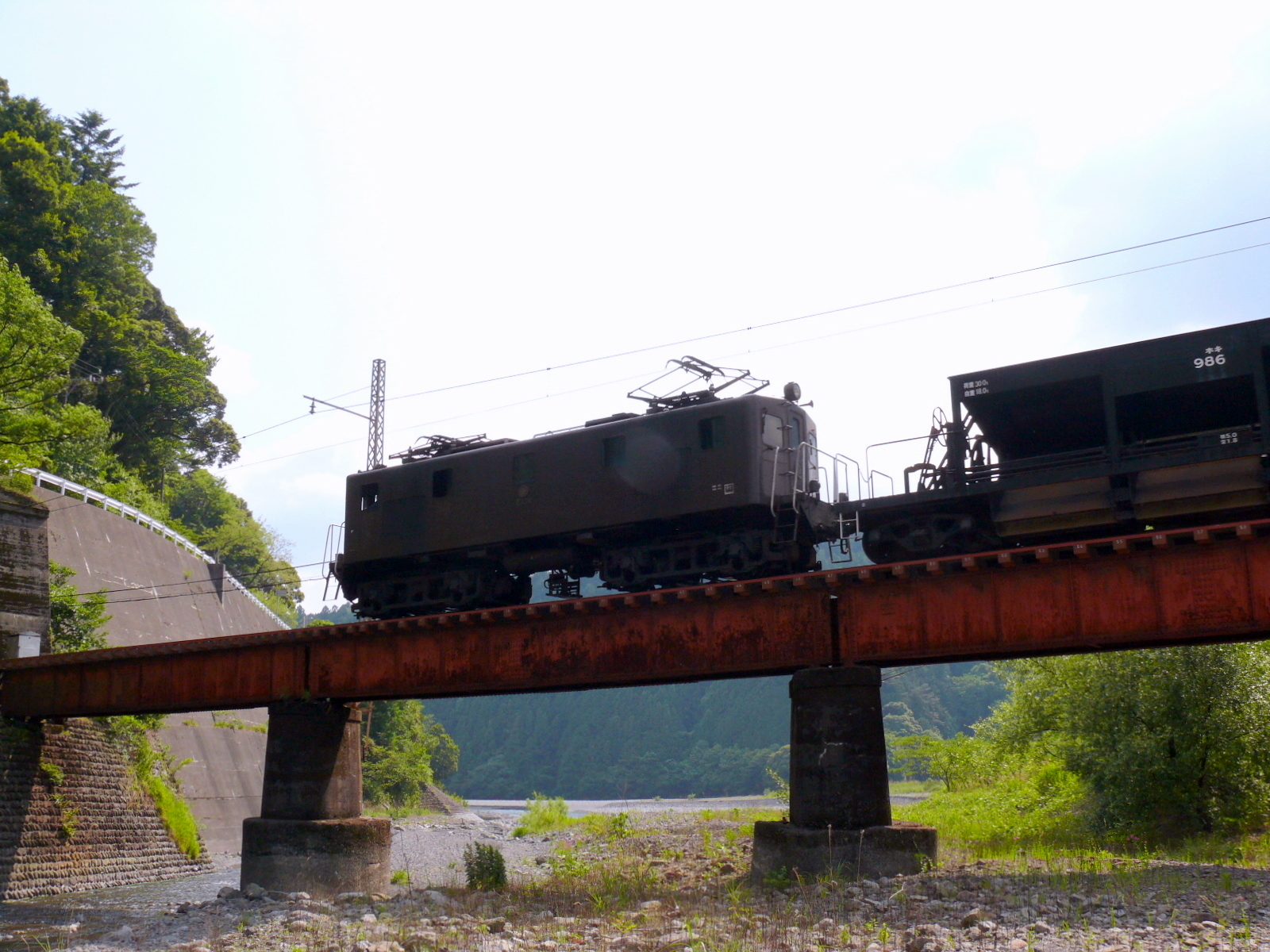
工事列車としてE101に牽引されるホキ800形貨車。 （2007年5月24日）

### 遠州鉄道ホキ800形
遠州鉄道のホキ800形は、3両（オホキ801 - 803）が在籍する。2000年（平成12年）5月にJR東海からオホキ988, 993, 995を譲り受けたものである。

### 名古屋鉄道ホキ80形
名古屋鉄道のホキ80形は、2018年（平成30年）4月現在では6両（ホキ81 - 86）が在籍する。2001年（平成13年）12月にJR東海からホキ1035, 1741, 1746, 943, 942, 910を譲り受けたもので、ホキ81 - 83が犬山検車区に配置されて犬山線系統で、ホキ84 - 86が豊明検車支区に配置されて名古屋本線系統で使用されている。なお、2010年（平成22年）には台車をTR41CからTR214Bに交換している。また、EL120形導入に伴い、機関車の間に貨車を連結した状態でも、前位側の機関車の運転台から後位側の機関車を総括制御するため、制御線の引き通しを増設する改造を行った。
過去にはJR東海からホキ945を譲り受け、ホキ87として竣工したものが喜多山検車区に配置され、瀬戸線で使用されていたが、同検車区の移転に伴い、2007年（平成19年）に廃車された。

## 同形車・同系車
一部の事業体では同一設計で製作された車両を保有しており、バラストの輸送や撒布に使用されている。一部に軌間の異なる（1,372 mm、1,435 mm）ものや緩急車、運転台を装備するものも存在する。

### 東武鉄道ホキ1形
東武鉄道のホキ1形は、10両（ホキ1 - 10）が在籍した。1962年（昭和37年）から富士重工業で製造された自社発注車である。本形式は、下記の3社に譲渡されている。
- 上毛電気鉄道（ホキ1型2両（ホキ1, 2）。元東武ホキ3, 2。1987年〈昭和62年〉譲受）
- 秩父鉄道（ホキ1形2両（ホキ1, 2）。元東武ホキ9, 10。1990年〈平成2年〉譲受）
- 茨城交通→ひたちなか海浜鉄道（元東武ホキ7, 8。1990年〈平成2年〉譲受。無車籍で保線用機械扱い）

### 西武鉄道ホキ81形・ホキフ71形
西武鉄道のホキ81形は、西武秩父線建設用のバラスト輸送と、在来線のバラスト交換用に1968年（昭和43年）に6両（ホキ81 - 86）、1973年（昭和48年）に4両（ホキ87 - 90）が自社所沢工場で製造された。車掌室を装備したホキフ71形は、4両（ホキフ71 - 74）が1968年（昭和43年）にこれも自社所沢工場で製造されている。
1968年（昭和43年）製の10両は、当初TR41形台車（枕ばねカバー付き）を装備していたが、1973年（昭和48年）製の4両はTR213形（枕ばねカバー付き）に変更された。のちに最初の10両もTR213形に交換されている。
国鉄直通認可車両で、中央本線の酒折駅からのバラスト輸送運用があったが、のちに西武線内専用となった。車体塗色は黒色であったが、クリーム色に緑帯に変更されている。2008年（平成20年）までに全車廃車された。

### 相模鉄道ホキ800形
相模鉄道のホキ800形は、2両（ホキ801, 802）が在籍した。1968年（昭和43年）、東洋工機製の自社発注車である。2002年（平成14年）3月廃車。

### 富士急行ホキ800形
富士急行のホキ800形は、1両（ホキ801）が在籍する。1983年（昭和58年）、日本車輌製造製の自社発注車である。

### 富山地方鉄道ホキ80形
富山地方鉄道のホキ80形は、2両（ホキ81, 82）が在籍する。ホキ81は1962年（昭和37年）1月富士重工業製の自社発注車であるが、ホキ82は1965年（昭和40年）東急車輛製造・協三工業製の元国鉄清算事業団ホキ1749で、1988年（昭和63年）5月に入線した。

### 近江鉄道ホキ10形

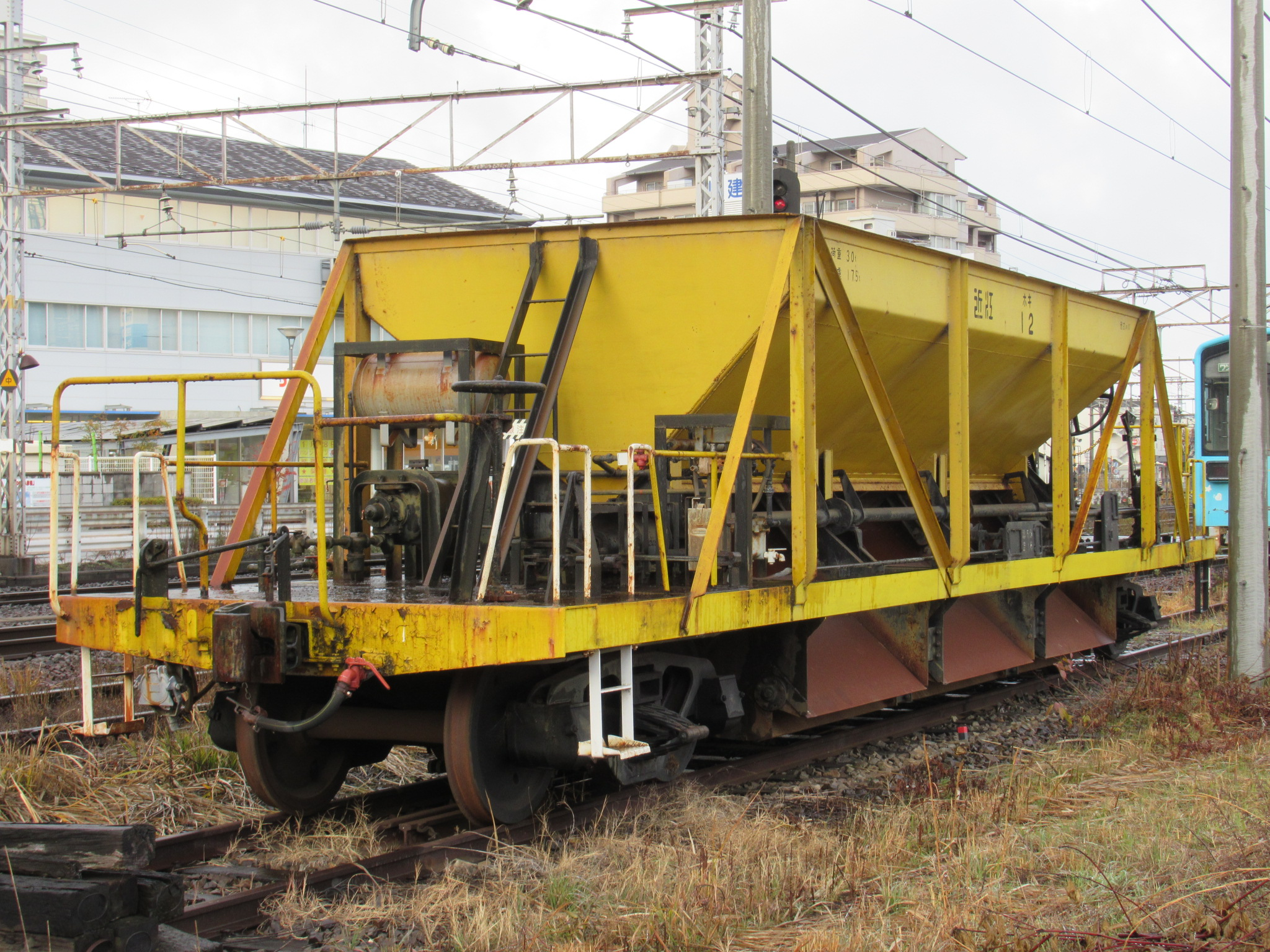
近江鉄道 ホキ12 彦根駅

近江鉄道のホキ10形は、3両（ホキ11 - 13）が製造された。ホキ11, 12は1985年（昭和60年）7月、ホキ13は1986年（昭和61年）2月、自社彦根工場製である。ホキ11, 12は、ホキ1形（ホキ1, 2）の、ホキ13はセキ31形（セキ31）の車籍を引き継いでいる。車体塗色は黄色である。ホキ12は牽引車が220形に変更されてからはほとんど使用されず、2019年（平成31年）1月22日の夜から翌23日の未明に奈良県の解体場へと陸送された。

### 京王帝都電鉄ホキ280形
京王帝都電鉄（現・京王電鉄）のホキ280形は、2両（ホキ281, 282）が在籍した。1,372 mm軌間用。日本鉄道建設公団が相模原線建設用に1974年（昭和49年）に東急車輛製造で製造したもので、1977年（昭和52年）に譲渡された。1995年（平成7年）廃車。

### 京浜急行電鉄ホ50形
京浜急行電鉄のホ50形は、4両（ホ51 - 54）が在籍した。軌間1,435 mm（標準軌）用。1960年（昭和35年）・1966年（昭和41年）、東急車輛製造製の自社発注車である。1986年（昭和61年）廃車。

### 阪神電気鉄道161形
阪神電気鉄道の161形は、1両 (161) が在籍した25 t積みの準同形車である。標準軌用。1966年（昭和41年）、日立製作所製の自社発注車である。1988年（昭和63年）12月廃車。

### 神戸電気鉄道クホ760形・サホ760形
神戸電気鉄道（現・神戸電鉄）では、クホ760形・サホ760形各1両（クホ761, サホ762）が、1978年（昭和53年）に川崎重工業で製造された。16 t積みの準同形車で、クホ761は運転台付きである。2011年（平成23年）廃車。

### 山陽電気鉄道クホ70形・サホ80形
山陽電気鉄道のクホ70形・サホ80形は各2両（クホ70, 71・サホ80, 81）が在籍した。標準軌用で、20 t積みの準同形車。1966年（昭和41年）1月、川崎車輛製。クホ70形は、運転台を装備する。1990年（平成2年）廃車。

## 保存車
- ホキ746 - クロフォード公園（北海道三笠市）
- ホキ708,1382 - 那珂川清流鉄道保存会（栃木県那須烏山市）
- ホキ909 - 小坂鉄道レールパーク（秋田県鹿角郡小坂町）